# 지리산대로
지리산대로(Jirisan-daero)는 경상남도 산청군 시천면 중산리 경상남도환경교육원과 생비량면 가계리 생비량 교차로를 잇는 경상남도의 도로이다.

## 연혁
- 1981년 5월 12일 : 국도로 승격된 산청군 시천면 중산리 ~ 창녕군 성산면 방리 136.473km 구간 개통[1]
- 1999년 12월 30일 : 생비량우회도로(산청군 생비량면 외도리 ~ 도동리) 1.387km 구간 개통, 기존 730m 구간 폐지[2]
- 2001년 10월 13일 : 단성우회도로(산청군 단성면 사월리 ~ 강누리) 4.637km 구간 개통[3], 기존 4.2km 구간 폐지[4]
- 2002년 9월 13일 : 시천우회도로(산청군 시천면 원리 ~ 사리) 3.56km 구간 확장 개통[5], 기존 산청군 시천면 외공리 ~ 사리 3.7km 구간 폐지[6]
- 2009년 10월 13일 : 지리산대로로 명명[7]
- 2014년 12월 29일 : 생비량 ~ 쌍백간 도로(산청군 생비량면 도리 ~ 가계리) 3.4km 구간 확장 개통, 기존 구간 폐지[8]

## 주요 경유지
경상남도
- 산청군 (시천면 · 단성면 · 신안면 · 생비량면)

## 노선
| 이름                   | 접속 노선                                     | 소재지 | 소재지                                                       | 비고                                                             |
| ---------------------- | --------------------------------------------- | ------ | ------------------------------------------------------------ | ---------------------------------------------------------------- |
| 경상남도환경교육원     |                                               | 산청군 | 시천면                                                       |                                                                  |
| 법계교                 |                                               | 산청군 | 시천면                                                       |                                                                  |
| 지리산빨치산토벌전시관 |                                               | 산청군 | 시천면                                                       | 국도 제20호선 구간                                               |
| 중산교                 |                                               | 산청군 | 시천면                                                       | 국도 제20호선 구간                                               |
| (삼당교 동단)          | 지방도 제1047호선 (삼신봉로)                  | 산청군 | 시천면                                                       | 국도 제20호선 구간 지방도 제1047호선 구간                        |
| (반천1교 북단)         | 반천로                                        | 산청군 | 시천면                                                       | 국도 제20호선 구간 지방도 제1047호선 구간                        |
| (삼성교 북단)          | 국도 제59호선 (지리산대로1478번길)            | 산청군 | 시천면                                                       | 국도 제20, 59호선 구간 지방도 제1047호선 구간                    |
| 원리 교차로            | 국도 제59호선 (남명로)                        | 산청군 | 시천면                                                       | 국도 제20, 59호선 구간 합천 방향 진입 불가 지리산 방면 진출 불가 |
| (천평4통로)            | 친환경로 지리산대로1846번길                   | 산청군 | 시천면                                                       | 국도 제20호선 구간                                               |
| 덕산1교                |                                               | 산청군 | 시천면                                                       | 국도 제20호선 구간                                               |
| 사리 교차로            | 남명로                                        | 산청군 | 시천면                                                       | 국도 제20호선 구간 합천 방향 진출 불가                           |
| 소리교                 | 지리산대로2155번길                            | 산청군 | 단성면                                                       | 국도 제20호선 구간                                               |
| 덕문교                 | 백운로                                        | 산청군 | 단성면                                                       | 국도 제20호선 구간                                               |
| 창촌삼거리             | 지방도 제1005호선 (옥단로)                    | 산청군 | 단성면                                                       | 국도 제20호선 구간                                               |
| (호암교 남단)          | 지방도 제1001호선 (호암로)                    | 산청군 | 단성면                                                       | 국도 제20호선 구간 지방도 제1001호선 구간                        |
| 남사삼거리             | 지방도 제1001호선 (목화로) 지리산대로2919번길 | 산청군 | 단성면                                                       | 국도 제20호선 구간 지방도 제1001호선 구간                        |
| 남사교                 |                                               | 산청군 | 단성면                                                       | 국도 제20호선 구간                                               |
| (사월3통로)            | 지방도 제1049호선 (목화로)                    | 산청군 | 단성면                                                       | 국도 제20호선 구간 지리산 방향 진출 불가                         |
| 배양교                 | 지방도 제1049호선 (목화로) (성철로)           | 산청군 | 단성면                                                       | 국도 제20호선 구간 합천 방향만 진출입 가능                       |
| 단성 나들목 (성내육교) | 35호선 통영대전고속도로 목화로                | 산청군 | 단성면                                                       | 국도 제20호선 구간                                               |
| 성내리                 | 목화로 지리산대로3362번길                     | 산청군 | 단성면                                                       | 국도 제20호선 구간                                               |
| 단성중고교앞사거리     | 강누방목로 지리산대로3362번길                 | 산청군 | 단성면                                                       | 국도 제20호선 구간                                               |
| 단성교                 |                                               | 산청군 | 단성면                                                       | 국도 제20호선 구간                                               |
| 신안면                 |                                               | 산청군 |                                                              | 국도 제20호선 구간                                               |
| 원지삼거리             | 원지강변로 중촌갈천로                         | 산청군 |                                                              | 국도 제20호선 구간                                               |
| 원지삼거리             | 원지로                                        | 산청군 |                                                              | 국도 제20호선 구간                                               |
| 하정 교차로            | 국도 제3호선 (산청대로)                       | 산청군 |                                                              | 국도 제20호선 구간                                               |
| (청현교 북단)          | 지방도 제1006호선 (청현로)                    | 산청군 | 국도 제20호선 구간 지방도 제1006호선 구간                    |                                                                  |
| 문대삼거리             | 지방도 제1006호선 (신차로)                    | 산청군 | 국도 제20호선 구간 지방도 제1006호선 구간                    |                                                                  |
| 신안교                 |                                               | 산청군 | 국도 제20호선 구간                                           |                                                                  |
| 도리 교차로            | 비량로                                        | 산청군 | 국도 제20호선 구간                                           | 생비량면                                                         |
| 생비량교               |                                               | 산청군 | 국도 제20호선 구간                                           | 생비량면                                                         |
| 봉두 교차로            | 비량로                                        | 산청군 | 국도 제20호선 구간 합천 방향 진출 불가 지리산 방향 진입 불가 | 생비량면                                                         |
| 도리교 봉두교          |                                               | 산청군 | 국도 제20호선 구간                                           | 생비량면                                                         |
| 가락 교차로            | 비량로320번길                                 | 산청군 | 국도 제20호선 구간                                           | 생비량면                                                         |
| 법평교                 |                                               | 산청군 | 국도 제20호선 구간                                           | 생비량면                                                         |
| 법평 교차로            | 비량로                                        | 산청군 | 국도 제20호선 구간 합천 방향 진출 불가 지리산 방향 진입 불가 | 생비량면                                                         |
| 생비량삼거리           | 진산로                                        | 산청군 | 국도 제20호선 구간                                           | 생비량면                                                         |
| 생비량 교차로          | 국도 제33호선 (대신로)                        | 산청군 | 국도 제20호선 구간                                           | 생비량면                                                         |
| 합천대로와 직결        |                                               |        |                                                              |                                                                  |

## 주요 건물 및 시설
- 경상남도환경교육원 (경상남도 산청군 시천면 지리산대로 1)
- 법계사 (경상남도 산청군 시천면 지리산대로 320-292)
- 지리산국립공원 중산리탐방안내소 (경상남도 산청군 시천면 지리산대로 345)
- 지리산휴게소 (경상남도 산청군 시천면 지리산대로 518)
- 지리산중산산악관광센터 (경상남도 산청군 시천면 지리산대로 525)
- 부산지방우정청 산청지리산수련원 (경상남도 산청군 시천면 지리산대로 528)
- 중산보건진료소 (경상남도 산청군 시천면 지리산대로 530)
- 지리산빨치산토벌전시관 (경상남도 산청군 시천면 지리산대로 536)
- 신천초등학교 (경상남도 산청군 시천면 지리산대로 1030-2)
- 신천마을회관 (경상남도 산청군 시천면 지리산대로 1151-13)
- 하신마을회관 (경상남도 산청군 시천면 지리산대로 1260-5)
- 덕산제 (경상남도 산청군 시천면 지리산대로 1609-8)
- 남사예담촌이씨고택 (경상남도 산청군 단성면 지리산대로 2889-3)
- 원지노인복지센터 (경상남도 산청군 신안면 지리산대로 3470)
- 신안파출소 (경상남도 산청군 신안면 지리산대로 3477)
- 원지산청장례식장 (경상남도 산청군 신안면 지리산대로 3657)
- 문대보건진료소 (경상남도 산청군 신안면 지리산대로 3915)